# Pittosporum oligodontum
Pittosporum oligodontum är en tvåhjärtbladig växtart som beskrevs av John Wynn Gillespie. Pittosporum oligodontum ingår i släktet Pittosporum och familjen Pittosporaceae. Inga underarter finns listade.